# Прапор Макошиного
Пра́пор Макошиного — селищна хоругва Макошиного, затверджена 2013р. рішенням сесії селищної ради.

## Опис
Прямокутне полотнище з співвідношенням сторін 2:3 складається з чотирьох рівновеликих вертикальних смуг блакитного, жовтого, малинового і білого кольорів.